# Reinhardt O. Cornelius-Hahn

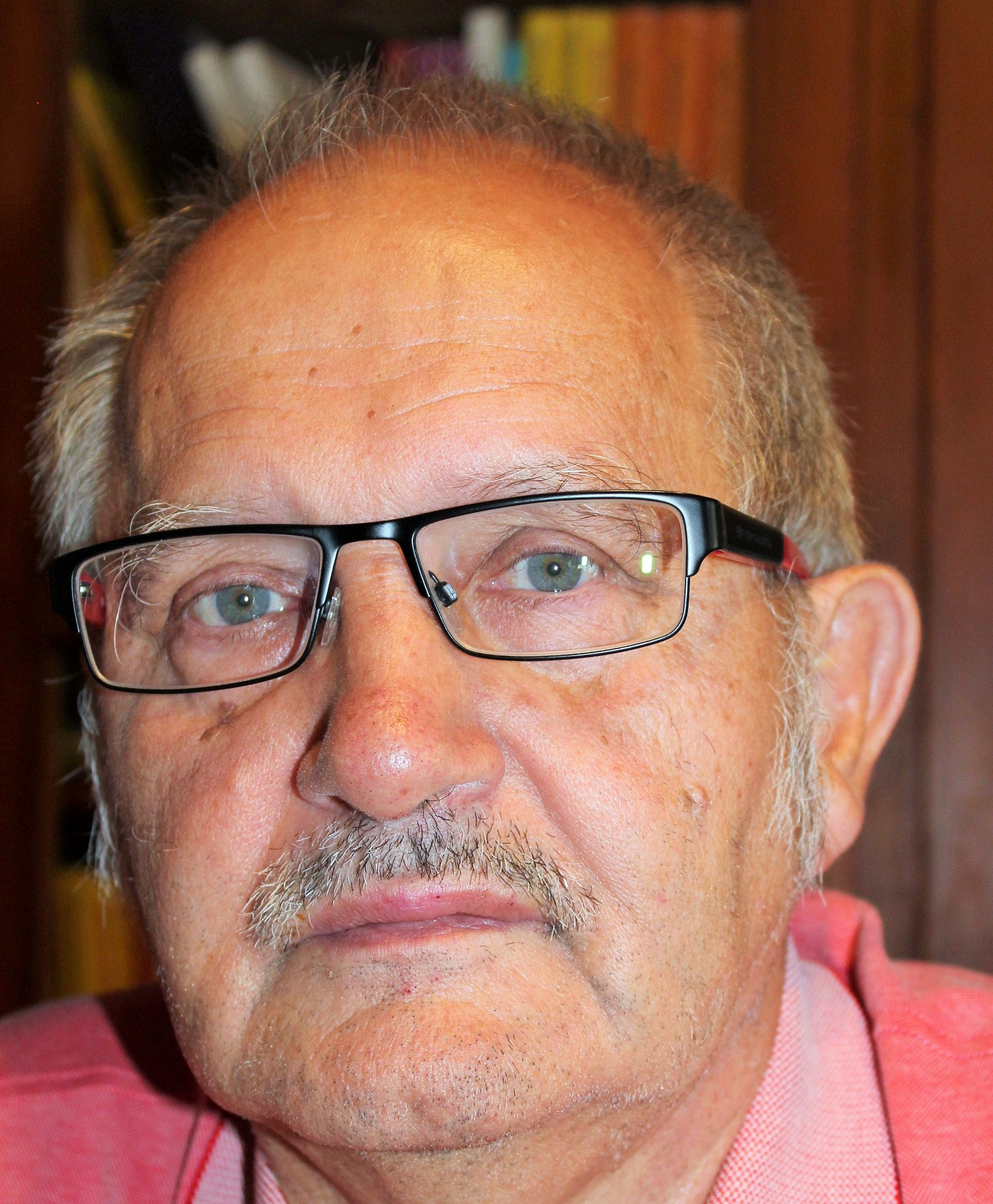
Reinhardt O. Cornelius-Hahn 2020

Reinhardt O. Cornelius-Hahn (* 9. März 1947 in Gottberg, Landkreis Ruppin) ist ein deutscher Schriftsteller und Verleger.

## Leben
Seit 1983 ist Cornelius-Hahn als Schriftsteller tätig. Sein erster Roman Das letzte erste Glas erschien 1986. Im April 1990 erschien Ausgedient – Ein Stasimajor erzählt. Die Novelle wurde ins Französische übersetzt.
Nach der deutschen Wiedervereinigung 1990 gründete Cornelius-Hahn ein Druck- und Verlagsunternehmen, seit 1991 als Projekte-Verlag Cornelius eingetragen. In diesem Verlag gab er acht Werke für Kinder heraus. Cornelius-Hahn ist als Verleger des Projekte Verlags Hahn und Autor tätig.
Cornelius-Hahn und seine Frau leben heute in Halle (Saale). Er ist Mitglied im Friedrich-Bödecker-Kreis Sachsen-Anhalt und im Förderkreis der Schriftsteller Halle e.V.
Eine online abrufbare Liste der Robert-Havemann-Gesellschaft führte ihn versehentlich lange als „MfS-Offizier“ - der er nie war, er hatte lediglich ein Buch über einen solchen Offizier geschrieben - und die Gesellschaft entschuldigte sich 2025 nach Entdeckung der fehlerhaften Angabe bei ihm. Hahn nahm die Entschuldigung an, befürchtet jedoch, dass ihm die Falschinformation möglicherweise beruflich geschadet hat.

## Veröffentlichungen
- Das letzte erste Glas, Mitteldeutscher Verlag, Halle 1986.
- Noah II, zusammen mit Klaus-Dieter Loetzke, Mitteldeutscher Verlag, Halle 1989.
- Ausgedient – Ein Stasimajor erzählt, Mitteldeutscher Verlag, Halle 1990.
- Der Ritterschlag, JUCO, Halle 1993.
- Die Suche nach dem Glück, JUCO, Halle 1993.
- Der Wunderflummi, JUCO, Halle 1993.
- Das gestohlene Licht, JUCO, Halle 1998.
- Pour l’amour du peuple: Un officier de la Stasi parle, Albin Michel, Paris 1999.
- Auf der anderen Seite des Walls, JUCO, Halle 2004.
- Hussiten in Naumburg, JUCO, Halle 2005.
- Ich träume vom Glück, Projekte-Verlag 188, Halle 2005.
- OPK „Broiler“, Projekte-Verlag Cornelius, Halle 2008.
- Familien-Chronik, Projekte-Verlag Cornelius, Halle 2009.
- Trockengebiete: Eine Anthologie, Projekte-Verlag Cornelius, Halle 2009.
- Dinge, die des Nachts poltern: Eine Anthologie, Projekte-Verlag Cornelius, Halle 2010.
- Weißenfels für Kinder: Die pinkfarbene Schleife, Projekte-Verlag Cornelius, Halle 2010.
- 2062: Eine Anthologie, Projekte-Verlag Cornelius, Halle 2012.
- Halbiert, Projekte-Verlag Cornelius, Halle 2013.
- Was soll mir eure Schuld (Das gewöhnliche Bauwerk, Band 1), Projekte Verlag Hahn, Halle 2018.
- Das gewöhnliche Bauwerk (Das gewöhnliche Bauwerk, Band 2), Projekte Verlag Hahn, Halle 2018.
- Die Zukunft war unser Land (Das gewöhnliche Bauwerk, Band 3), Projekte Verlag Hahn, Halle 2019.
- Das Paradies im Irrenhaus (Das gewöhnliche Bauwerk, Band 4), Projekte Verlag Hahn, Halle 2019.
- Das Coronaphon (Förderung durch Stipendium Land-Sachsen-Anhalt), Projekte Verlag Hahn, Halle 2020.
- Der rote Affe auf dem Kilimandscharo oder Das Recht auf Vergessen, Projekte Verlag Hahn, Halle 2021.
- Ohne Scheu, Projekte Verlag Hahn, Halle 2022.